# La Plaine-des-Palmistes
La Plaine-des-Palmistes és un municipi de l'illa de la Reunió. L'any 2007 tenia 4.518 habitants. Limita amb els municipis de Saint-Benoît, de Sainte-Rose i Tampon.

## Demografia
| 1967                                       | 1974  | 1981  | 1990  | 1999  | 2006  |
| ------------------------------------------ | ----- | ----- | ----- | ----- | ----- |
| 2.304                                      | 2.062 | 2.020 | 2.676 | 3.434 | 4.518 |
| Des de 1962: població sense dobles comptes |       |       |       |       |       |

## Administració
| Període   | Identitat              | Partit |
| --------- | ---------------------- | ------ |
| 1923-1943 | Macé d'Ambelle         |        |
| 1943-1945 | Gaston Crochet         |        |
| 1945-1953 | Eugène Rochetain       |        |
| 1953-1971 | Gaston Crochet         |        |
| 1971-1989 | Marcel Boissier        |        |
| 1989-2008 | Marc-Luc Boyer         |        |
| 2008-     | Jean-Luc Saint-Lambert |        |